# Ernst Schenke
Ernst Schenke (* 24. Mai 1896 in Nimptsch, Niederschlesien; † 11. Dezember 1982 in Recklinghausen) war ein deutscher  Heimatdichter. Er gilt als einer der wenigen bedeutenden schlesischen Mundartdichter des 20. Jahrhunderts.

## Leben
Schenke, der schon in der Jugend mit dem Verfassen von schlesischen Mundartgedichten begann, nahm als Soldat an beiden Weltkriegen teil. Nach dem Zweiten Weltkrieg teilte er mit vielen seiner Landsleute das Schicksal der Vertriebenen. Die Zeit zwischen den Kriegen kann als die produktivste des schlesischen Heimatdichters gelten. Ab 1948 gab er hauptsächlich Vergriffenes aus den 1920er und 1930er Jahren neu heraus, zunächst in kleinen Heftausgaben wie beispielsweise seinen schlesischen Kinderbuchklassiker Hoase Langbeen ("welcher Stamm hat so ein Buch wie Hoase Langbeen aufzuweisen – das Leben des Hasen in mundartlichen Versen?" begeisterte sich einst der Kulturhistoriker, Philosoph und schlesische Literaturkenner Wilhelm Menzel). Mit Die bunte Schlesiertruhe (1950) begann Schenke schließlich eine Reihe von immer neuen Zusammenstellungen alter und neuerer Werke, die unter Titeln wie Das heitere Ernst Schenke Buch (1965) oder Mein schlesisches Lese- und Vortragsbuch (1977) erschienen.

## Werk

### Lyrik
Seinem ersten Lyrikband Laba und Treiba (1922), der die zweite Auflage als Schlesische Gedichte (1928) erfuhr und unter diesem Titel heute zu den bekanntesten deutschen Mundartbüchern gehört (letzte Auflage 1999), folgte bald ein zweiter, Drinne und Draußa (1923).

### Erzählwerk
1928 stellte sich Schenke mit Zwölf Geschichten in Schlesisch auch als Erzähler vor. Die jahrsdrauf veröffentlichte sogenannte Hasengeschichte Hoase Langbeen (1929), die Kurt Arendt bebilderte, war jedoch wiederum ein längeres Gedicht des Autors.  Weitere Erzählungen und Geschichten folgten zusammen mit Texten anderer Gattungen in Das fröhliche Dorf (1938) und Bei ins derrheeme (1949).

#### Romancier
Mit Menschen im Tal veröffentlichte Ernst Schenke seinen einzigen Roman. Das 1942 erschienene Werk, das im schlesischen Vorgebirgslande spielt, ist zum größten Teil auf Hochdeutsch verfasst. In der Erstausgabe umfasst der Roman 261 Seiten. Bis heute ist Menschen im Tal nicht wieder aufgelegt worden; auch die Gesammelten Werke, deren vierter und bislang letzter Band 1996 erschien, klammern ihn noch aus.

### Dramatik

#### Bühne
Als Dramatiker trat Schenke mit Die Reese uff a Heiroatsmorkt (1937), einem „heiteren schlesischen Spiel in drei Aufzügen“, den heiteren Szenen Die gefuppte Verwandtschaft (1936) und Der Betriebsausflug (1937), sowie den zwölf „kurzen Stückla“ in Mir spieln Theater! (1938) hervor. Insgesamt schrieb Schenke in den 1930er Jahren fünf große und dreißig kleine Theaterstücke und dramatische Gedichte, die vorzugsweise von Laienspielbühnen aufgeführt wurden.

#### Hörfunk
Des Weiteren schrieb Schenke für den Breslauer Rundfunk Hörspiele und war an Hörfolgen wie Das ist Schlesien beteiligt.

##### Mundartkantate
Der Komponist Karl Sczuka entwickelte zudem mit Schenke zusammen für den Hörfunk eine neue, eigenständige Gattung der Musikliteratur – die Mundartkantate, welche eine Weiterentwicklung volksmusikalischer Traditionen in Verbindung mit mundartlicher Dichtung darstellt. Mundartkantaten von Sczuka/Schenke wie Das schlesische Jahr liefen höchst erfolgreich und waren so populär, dass Teile aus den Kantatensendungen ausgekoppelt auch in anderen Sendungen immer wieder gespielt wurden.

### Bilderbücher
Kurzzeitig verfasste Schenke auch in Zusammenarbeit mit der Zeichnerin Marianne Schneegans Kinderbücher in hochdeutscher Sprache, die in überregionalen Verlagen erschienen: Des Sommerwaldes süße Gaben, die alle Kinder gerne haben (1936) und Was allen Kindern hilft und nützt und sie vor böser Krankheit schützt (1936) enthielten bebilderte Kinderverse Schenkes; Langbein aus dem grünen Busch (1937) war eine Übertragung ins Hochdeutsche seines schlesischen Kinderbuchklassikers Hoase Langbeen. Bereits 1934 erschien das Gedicht Der Spatz mit Bildern von Ewald Welzel. zitiert von Dieter Hildebrandt
In seinem Buch: "Vater Unser – gleich nach der Werbung" S. 238 (hopman44)

### Heimatkunde
Mit Dorf der Ahnen (1935), das von Generation zu Generation überliefertes schlesisches Brauchtum und den traditionell schlesischen Humor aus seiner Zeit heraus beleuchtet, leistete Schenke zudem einen  Beitrag zur Heimatkunde.

## Sonstiges
Eine weitere Verwertung fanden Schenkes Texte auf Schallplatten, z. B. mit Paul Heinke und Hermann Lenschau als Rezitatoren. Wilhelm Menzel wählte Schenkes Gedicht 1000 Worte Schlesisch als Einleitung zu einer schlesischen Textsammlung A wing Schläsch (1959) auf Schallplatte. Ende der 1950er, Anfang der 1960er nahm Schenke auch selbst Schallplatten auf: Ernst Schenke spricht eigene Gedichte in schlesischer Mundart und Heimatland Schlesien. „Bei ins derheeme“.
Ernst Schenke ist auch der Verfasser des Kließla-Liedes (Kließla, Kließla, Leibgerichte...)

### Gesammelte Werke
Die gesammelten Werke Schenkes betreut heute der Schlesierverlag Heege; Als Band 1 erscheint sein schlesisches Lese- und Vortragsbuch, wie Schenke es noch selbst zusammengestellt hatte. Band 2 (1983) enthält Gedichte in schlesischer Mundart und die Texte seiner berühmten sechs Rundfunkkantaten, sowie weitere Gedichte im Jahresablauf. Mit Band 3 (1996) wird die Gedichtsammlung abschließend vervollständigt, hinzu kommen die Texte aus Lacht ihr Leute (1939), Das fröhliche Dorf und weitere schlesische Mundartgeschichten. Im vierten Band (1996) finden sich Theaterstücke.

## Ehrungen
- 1973: Verdienstkreuz am Bande der Bundesrepublik Deutschland[2]
- 1974: Die Stadt Münster benennt eine Straße nach ihm[3]